# جشنواره فیلم کن ۲۰۲۱
هفتادوچهارمین دوره جشنواره کن (انگلیسی: 2021 Cannes Film Festival) از ۶ تا ۱۷ ژوئیه ۲۰۲۱ برگزار شد. ادامه دنیاگیری کووید-۱۹ باعث شد جشنواره کن امسال به تعویق بیفتد. جشنواره کن ۲۰۲۱ طبق برنامه قبلی قرار بود ۱۱ تا ۲۲ مه (۲۱ اردیبهشت تا ۱ خرداد ۱۴۰۰) برگزار شود، اما این تاریخ با توجه به محدودیت‌های جدید در فرانسه در واکنش به موج تازه گسترش ویروس کرونا، به نظر عملی نمی‌آمد. درنهایت، دوره هفتاد و چهارم این رویداد از سه‌شنبه ۶ ژوئیه (۱۵ تیر) آغاز شد و شنبه ۱۷ ژوئیه (۲۶ تیر) پایان یافت. اسپایک لی ریاست هیئت داوران این دوره را بر عهده گرفت. این کارگردان آمریکایی که سال پیش به عنوان رئیس هیئت داوران کن انتخاب شده بود، به دلیل برگزار نشدن دوره سال پیش، امسال دوباره این سمت را برعهده گرفت.

## هیئت داوران
- اسپایک لی فیلمساز آمریکایی، رئیس هیئت داوران
- طاهر رحیم بازیگر فرانسوی
- ماتی دیوپ فیلمساز انگلیسی
- سونگ کانگ-هو بازیگر کره جنوبی
- مگی جیلنهال بازیگر آمریکایی
- جسیکا هاسنر فیلمساز اتریشی
- کلبر مندونسا فیلیو فیلمساز برزیلی
- ملانی لوران بازیگر فرانسوی

#### نوعی داوران
- آندریا آرنولد، کارگردان انگلیسی، رئیس هیئت داوران
- دانیل برمن، کارگردان آرژانتینی
- مایکل آنجلو کووینو، کارگردان و بازیگر آمریکایی
- مونیا مددور، کارگردان الجزایری
- السا زیلبرشتاین، بازیگر فرانسوی

### هیئت‌های داوری مستقل
هفتهٔ منتقدان بین‌المللی

## انتخاب رسمی

### رقابت اصلی
| عنوان               | عنوان اصلی                    | کارگردان(ها)          | کشور                |
| ------------------- | ----------------------------- | --------------------- | ------------------- |
| آنت                 | Annette                       | لئوس کاراکس           | ایالات متحده آمریکا |
| همه چیز خوب پیش رفت | Everything Went Fine          | فرانسوا اوزون         | فرانسه              |
| بندتا               | Benedetta                     | پل ورهوفن             | هلند                |
| تیتان               | Titane                        | ژولیا دوکورنو         | فرانسه              |
| زانوی احد           | Ahed's Knee                   | نداو لاپید            | اسرائیل             |
| جزیره برگمان        | Bergman Island                | میا هانسن-لووه        | فرانسه              |
| فرانسه              | France                        | برونو دومون           | فرانسه              |
| کازابلانکا ببت      | Casablanca Beats              | نبیل عیوش             | مراکش               |
| کوپه شماره ۶        | Compartment No. 6             | یوهو کاسمانن          | فنلاند              |
| شکاف                | The Divide                    | کاترین کورسینی        | فرانسه              |
| گزارش فرانسوی       | The French Dispatch           | وس اندرسون            | ایالات متحده آمریکا |
| قهرمان              | A hero                        | اصغر فرهادی           | ایران               |
| سه طبقه             | Three Floors                  | نانی مورتی            | ایتالیا             |
| پاریس منطقه ۱۳      | Paris, 13th District          | ژاک اودیار            | فرانسه              |
| روز پرچم            | Flag Day                      | شان پن                | ایالات متحده آمریکا |
| موشک سرخ            | Red Rocket                    | شان بیکر              | ایالات متحده آمریکا |
| داستان همسرم        | The Story of My Wife          | ایلدیکو انیدی         | مجارستان            |
| بدترین فرد در جهان  | The Worst Person in the World | یواخیم تری‌یر          | نروژ                |
| لینگو               | Lingui                        | محمد صالح هارون       | چاد                 |
| نیترام              | Nitram                        | جاستین کورزل          | استرالیا            |
| بیقرار              | The Restless                  | یواخیم لافوس          | بلژیک               |
| خاطرات              | Memoria                       | اپیچاتپونگ ویراستاکول | تایلند              |
| تب پتروف            | Petrov's Flu                  | کیریل سربرنیکوف       | روسیه               |
| ماشینم را بران      | Everything Went Fine          | ریوسوکی هاماگوچی      | ژاپن                |

### نوعی نگاه
| عنوان     | عنوان اصلی | کارگردان(ها) | کشور |
| --------- | ---------- | ------------ | ---- |
| بی گناهان | Innocents  | اسکیل وگت    |      |

#### خارج از مسابقه
| نام | نام اصلی | کارگردان | کشور |
| --- | -------- | -------- | ---- |

#### نمایش‌های ویژه
| نام | نام اصلی | کارگردان | کشور |
| --- | -------- | -------- | ---- |

#### فیلم کوتاه
| نام | نام اصلی | کارگردان | کشور |
| --- | -------- | -------- | ---- |

#### سینه فونداسیون
| نام | نام اصلی | کارگردان | کشور |
| --- | -------- | -------- | ---- |

### بخش موازی

#### دو هفته کارگردانان
| نام | نام اصلی | کارگردان | کشور |
| --- | -------- | -------- | ---- |

#### بخش ویژه
| نام | نام اصلی | کارگردان | کشور |
| --- | -------- | -------- | ---- |

### کلاسیک‌های کن

#### ترمیم‌شده‌ها
| عنوان | عنوان اصلی | کارگردان(ها) | کشور |
| ----- | ---------- | ------------ | ---- |

#### مستندها
|  |

## جوایز

### جوایز رسمی

#### بخش مسابقه
- نخل طلا: تیتان اثر ژولیا دوکورنو
- جایزه بزرگ:
  - قهرمان اثر اصغر فرهادی
  - کوپه شماره ۶ اثر یوهو کاسمانن
- بهترین کارگردان: لئوس کاراکس برای آنت
- بهترین بازیگر زن: رناته راینسوه برای بدترین فرد در جهان
- بهترین بازیگر مرد: کلب لندری جونز برای نیترام
- بهترین فیلم‌نامه: ریوسوکی هاماگوچی برای ماشین مرا بران
- جایزه هیئت داوران:
  - خاطرات اثر اپیچاتپونگ ویراستاکول
  - زانوی احد اثر نداو لاپید
- نخل طلای افتخاری:
  - مارکو بلوکیو
  - جودی فاستر